# IKEA
IKEA — транснаціональна корпорація, заснована у Швеції, яка розробляє і реалізує швидкозбірні меблі, кухонну техніку й аксесуари для дому. Штаб-квартира розташована в Нідерландах. З 2008 року вона є найбільшим у світі меблевим продавцем.
IKEA була заснована у Швеції в 1943 році 17-річним Інґваром Кампрадом, який в 2015 році увійшов до списку «Форбс» як один із десяти найбагатших людей у світі, зі статком понад 40 мільярдів доларів.
Назва компанії — це абревіатура, що складається з ініціалів Інгвара Кампрада (ім'я засновника), Ельмтаріда (ферма, де він виріс), а також Агунарді (його рідне місто в Сьоленде, південна Швеція).
Компанія відома своїми модерністськими конструкціями для різних видів побутової техніки та меблів, а її дизайн інтер'єру часто пов'язаний з екологічною простотою. Крім того, фірма відома своєю увагою до контролю витрат, деталей операційної діяльності й постійного розвитку продуктів, корпоративних атрибутів, які дозволили IKEA знизити свої ціни в середньому на два-три відсотки протягом десятиліття до 2010 року в період глобальної експансії. Група IKEA має складну корпоративну структуру, яка, як стверджував Європейський Союз, була спрямована на те, щоб упродовж 2009—2014 років уникнути податкових платежів на суму понад 1 млрд євро. Компанія контролюється кількома фондами, розташованими в Нідерландах, Люксембурзі та Ліхтенштейні.
Станом на листопад 2017 року IKEA володіє і керує 411 магазинами в 49 країнах. У 2016 фінансовому році було продано товарів на 36,4 млрд євро, що загалом становило зростання на 7,6 % у порівнянні з 2015 роком. Вебсайт IKEA містить приблизно 12 000 одиниць товарів. З вересня 2015 року до серпня 2016 року вебсайт IKEA відвідало понад 2,1 мільярда інтернет-користувачів. Компанія відповідає за приблизно 1 % світового споживання деревини серед комерційної продукції, що робить її однією з найбільших користувачів деревини в секторі роздрібної торгівлі.
Більшість магазинів і фабрик IKEA належать INGKA, холдинговій компанії, яка, у свою чергу, контролюється Фондом Stichting INGKA, одним з 40 найбагатших фондів у світі.

## Історія
Інгвар Кампрад заснував компанію IKEA в 1943 році як бізнес з продажу поштою. П'ять років потому він почав продавати меблі. Перший магазин «Möbel-IKEA» був відкритий в Ельмульті, Сьоленд, у 1958 році (з шведської Möbel — меблі). Перші магазини за межами Швеції були відкриті в Норвегії (1963) та Данії (1969). У 70-х роках магазини поширювалися на інші частини Європи, а перші магазини за межами Скандинавії були відкриті у Швейцарії (1973) і Західній Німеччині (1974).
Завдяки високому успіху компанії із Західної Німеччини керівники позапланово відкрили магазин у Констанці в 1973 році замість Кобленца.
Пізніше магазини відкрилися і в інших частинах світу, таких як Японія (1974), Австралія, Канада, Гонконг (1975) і Сингапур (1978). ІКЕА ще більше розширилася у 80-х роках XX ст., відкриваючи магазини в таких країнах, як Франція та Іспанія (1981), Бельгія (1984), США (1985), Велика Британія (1987), Італія (1989). Впродовж 1990-х і 2000-х років ще більше розширила свою мережу по світі. Найбільшим ринком IKEA є Німеччина, що має 50 магазинів і США — 48 магазинів. Наприкінці фінансового року 2009 року група IKEA працювала з 267 магазинами у 25 країнах. Перший магазин IKEA в Латинській Америці відкрився 17 лютого 2010 року в Санто-Домінго, Домініканська Республіка. Станом на липень 2013 року кількість магазинів компанії в країнах, що розвиваються, залишається мінімальною.
У червні 2022 року було оголошено, що IKEA запланувала піти з ринку Росії через повномасштабне вторгнення російських військ до України. Було заплановано продати всі фабрики і скоротити співробітників. 15 серпня було завершено розпродаж товарів, і було оголошено про остаточне закриття магазинів. Пізніше стало відомо, що компанія не планує продавати свій бізнес і сподівається повернутися до Росії через два роки. Близько 700 людей продовжуватимуть працювати до того часу Стаком на жовтень 2022 IKEA звільнила близько 10 тисяч російських працівників.
У вересні 2023 року шведська компанія Ingka Centres, що володіє IKEA та торгово-розважальних центрів Мега у Росії, продала 14 російських ТРЦ дочірній компанії Газпромбанку, та остаточно пішла з Росії.

## Найбільші магазини IKEA
- Гвангмьонг, Кенджу, Корея: 57,100 м² (614 619,3 кв. футів)
- Стокгольм, Кунгенс Курва, Швеція: 55,200 м² (594,167,9 кв. футів)
- Шанхай, Баошань, КНР: 55 032 м² (592 359,5 кв. футів)
- Гоян, Кенггі, Корея: 52 199 м² (561 865,4 кв. футів)
- Шанхай, Пудун Бейкай, КНР: 49,400 м² (531,737,2 кв. футів)

У грудні 2014 року було оголошено, що найбільший в світі магазин IKEA площею 59 000 м² (635 070,7 кв. футів) відкрився в районі станції KTX Гвангмьонг, що розташована в самому центрі столиці Південної Кореї.
У жовтні 2017 року було відкрито четвертий за величиною у світі магазин у Коян, Кьонгідо, Південна Корея.
До 2020 року ІКЕА планує відкрити ще два магазини такого масштабу в районі столиці Сеул.
Найбільший магазин у південній півкулі знаходиться в Темпе, Сідней, Австралія площею 39000 м² (420 000 кв. футів). Найбільший магазин у Північній Америці розташований у Монреалі, провінції Квебек, Канада. Магазин був відкритий у 1986 році в районі Вілль-Сен-Лоран, і був повністю відремонтований і розширений у 2012—2013 роках. Спочатку площа магазину, побудованого в 1986 році, становила 22 062 м² (237 470 кв. футів), а відремонтований магазин тепер має площу 43 636 м² (469 690 кв. футів).
У березні 2013 року IKEA відкрила свою першу торговельну точку в Катарі. Як і інші в Раді співробітництва арабських держав Перської затоки (РСАДПЗ), торговельна точка в Досі керується групою «Аль-Футайм».
У серпні 2013 року було відкрито перший магазин в країнах Балтії, у Вільнюському регіоні Литви. Будівництво магазину площею 26 000 м² (285 243 кв. футів) розпочалося у 2011 році. В магазині працює понад 200 осіб. Це найбільший торговий центр з меблями у країнах Балтії.
У 2014 році IKEA відкрила свій перший торговий центр у Хорватії, поблизу Загреба, площею 38 000 м² (410 000 кв. футів) — один з 5 найбільших у Європі й 10 найбільших магазинів IKEA у світі.
26 березня 2015 року 19 складських приміщень, що належали Western Studio Services, були знесені на користь будівництва найбільшої IKEA у Сполучених Штатах. Цей магазин, розташований у місті Бербанк, штат Каліфорнія, замінив існуючий, розташований менш ніж за милю від нового будівництва і перевищив його розмір майже вдвічі. У новому магазині є ресторан, який вміщає 600 людей, де подають шведські страви. Велике відкриття нового магазину відбулося 8 лютого 2017 року. Перші 26 покупці отримали у подарунок диван «Landskrona», перші 100 — крісло «Poang», а перші 200 дітей отримали подушки у вигляді серця «Famnig Hjarta».
ІКЕА почала будувати свій перший магазин в Індії 11 серпня 2016 року. На будівництво магазину площею 400 000 кв. футів в Гайдарабаді виділено 110 млн доларів США. Відкриття відбулося у серпні 2018 року. Будівництво другого магазину розпочато 18 травня 2017 року в Наві-Мумбаї, штат Махараштра, відкриття планується на січень 2019 року. Загалом ІКЕА планує відкрити 5 магазинів у штаті Махараштра. Згідно з індійським законодавством, IKEA доведеться продавати у своїх магазинах щонайменше 30 % продуктів місцевого походження. До 2025 року компанія планує відкрити 25 магазинів у 8 містах країни. Вона прогнозує, що Гайдарабад, Делі, Мумбаї та Бангалор стануть найбільшими ринками компанії, також магазини відкриються в таких містах як Ченнаї, Пуне, Ахмедабад, Сурат і менші. 1 листопада 2017 року ІКЕА викупила 10 десятин землі в Гуругримі для розширення операцій у Північній Індії.
31 січня 2017 року IKEA оголосила про відкриття нового магазину в Латвії. Це буде другий магазин у країнах Балтії, де працюватиме близько 400 працівників. Магазин буде розташований поблизу Риги, а відкриття планується в серпні 2018 року.
10 серпня 2017 року IKEA відкрила свій перший магазин у Сербії. Це був ювілейний 400-й магазин, де налічується близько 350 працівників. IKEA інвестувала у цей проєкт 70 мільйонів євро. У майбутньому планується відкриття магазину у Белграді.
16 листопада 2017 року IKEA відкрила свій перший магазин у Джохор-Бахру, Малайзія. Це найбільший магазин у Південно-Східній Азії, площею 502 815 кв. футів.
2021 року відкрито перший міський магазин в Києві.

## Дизайн магазину

### План магазину
Старі магазини IKEA — це, як правило, сині будівлі з жовтими акцентами (як і шведські національні кольори) та декількома вікнами. Часто магазини розроблються з одним входом, що змушує клієнтів проходити вздовж усього магазину проти годиникової стрілки. IKEA називає цю схему «довгий природний шлях».
Нові магазини IKEA, як наприклад в Мюнхенгладбах, Німеччина, надають перевагу використанню скла як для естетики, так і для функціональності. Природне освітлення зменшує витрати на енергію, покращує моральний дух працівників, а товари краще сприймаються споживачами.
Зазвичай, спочатку покупець проходить виставковий зал з меблями, тоді бере кошик для покупок і переходить до відкритих полиць «Market Hall» з дрібними товарами, потім відвідує склад меблів «Self Serve», де компактно упаковані всі габаритні товари з виставкових залів. І лише після цього клієнт може оплатити обрані товари на касі.
Більшість магазинів IKEA пропонують зону з товарами «які є» безпосередньо перед касами. Тут переважно розміщенні повернені або пошкоджені товари, що продаються зі значною знижкою, але не підлягають поверненню.

### Продовольчі товари
У кожному магазині представлений ресторан із традиційною шведською кухнею, в тому числі картопля з шведськими фрикадельками. У Куала-Лумпурі, Малайзія, звичайна варена картопля або пюре замінені картоплею фрі.
Крім шведської кухні, тут є хот-доги і декілька видів страв з місцевої кухні. Магазини в Ізраїлі продають кошерну їжу з високим ступенем рабинського контролю. Кошерні ресторани розділені на молочні й м'ясні зони. У магазинах IKEA в Саудівській Аравії, Кувейті, Катарі й Об'єднаних Арабських Еміратах продають курячу шаурму, хот-доги з яловичини. У магазинах Швеції кава, безалкогольні напої та чай є безкоштовними. З 2017 року в усіх магазинах є фруктові напої Nordic, що замінюють Coca-Cola та Pepsi.
У багатьох місцевостях ресторани IKEA відкриваються раніше інших закладів харчування і пропонують недорогий сніданок.[джерело?]
Під своєю торговою маркою IKEA випускає цілий ряд продовольчих товарів, включаючи шоколад, фрикадельки, джеми, млинці, лосось і різні напої. Усі харчові продукти виготовляються за шведськими рецептами й традиціями.

### Småland (Зона дитячого дозвілля)
Кожен магазин має дитячу ігрову зону «Småland» (назва шведської провінції, де народився Кампрад). Батьки можуть залишити своїх дітей на ігровому майданчику і забирати їх перед виходом з магазину. У деяких магазинах батьки отримують безкоштовні пейджери, на які їм можуть приходити сповіщення від працівників для виклику батьків, чиї діти потребують їх раніше, ніж очікувалося; в інших, співробітники викликають батьків через оголошення через аудіовізуальну систему в магазині або телефонують на їх особисті мобільні телефони.

### Альтернативний формат
Переважна більшість магазинів IKEA розташовані за межами міських центрів, в першу чергу через вартість землі й доступ до трафіку. Кілька спроб створити магазин в форматі «midi», зокрема, в Оттаві та Херлені були невдалими.
Новий проект повнорозмірного магазину в міському центрі було реалізовано з відкриттям магазину в Манчестері (Велика Британія), розташованого в місті Ештон-андер-Лайн, в 2006 році. Інший магазин в Ковентрі відкрився в грудні 2007 року; у 2020 його закрили як непридатний для майбутнього бізнесу. Саутгемптонський магазин IKEA, який відкрився у лютому 2009 року, також знаходиться в центрі міста й побудований у міському стилі, подібному до магазину в Ковентрі. IKEA побудувала ці магазини у відповідь на обмеження уряду Великої Британії, які блокують роздрібну торгівлю за межами міських центрів.
У 2015 році компанія IKEA оголосила про спроби створення меншого магазину в кількох місцях у Канаді. Цей модифікований магазин буде мати лише галерею зображень і невеликий склад. Одним з цих місць буде місце, яке раніше займав магазин Sears Home. На складах магазинів не зберігатимуться меблі, тому клієнти не зможуть купити і зразу забрати товари додому. Замість цього вони заздалегідь робитимуть замовлення в Інтернеті. IKEA стверджує, що ця нова модель дозволить їм швидко розширюватися на нових ринках, а не витрачати роки, відкриваючи повнорозмірні магазини.

## Товари та послуги
Компанія IKEA випускає і продає недорогі масові меблі скандинавського дизайну, які покупці збирають удома самостійно. Меблі в розібраному стані запаковано в компактні картонні коробки, придатні для транспортування у багажнику легкового автомобіля. Кожен пакунок має повний комплект оснащення для кріплення, а також мініатюрний інструмент — головним чином шестигранний торцевий ключ. Філософія технології ручного складання передбачає домашні умови та достатню кваліфікацію клієнта на рівні домогосподарки. Комплект обов'язково оздоблений ілюстрованим описом покрокового складання деталей у готові меблі.
Окрім меблів, магазини мережі IKEA мають в асортименті все, що необхідно для внутрішнього оздоблення квартири або будинку — від посуду, електричних світильників, текстильних виробів і білизни до домашніх зелених насаджень.

### Фурнітура
Замість того, щоб продавати заздалегідь зібрані меблі, більша частина з них призначена для самозбірки.
Компанія стверджує, що це допомагає знизити витрати на використання упаковки, не доставляючи повітря. Наприклад, обсяг книжкової шафи значно менший, якщо вона доставляється у розібраному вигляді. Це також є більш практичним для споживачів, які користуються громадським транспортом, тому що їх можна легко перевезти.
IKEA стверджує, що вона була новаторською силою у стійких підходах до масової споживацької культури. Кампрад називає це «демократичним дизайном», тобто компанія застосовує комплексний підхід до виробництва та дизайну. У відповідь на демографічний вибух і матеріальні очікування в XX і XXI століттях компанія реалізує економію масштабу, захоплюючи матеріальні потоки, створюючи виробничі процеси, які утримують витрати, і використовуючи такі ресурси, як широкомасштабне використання МДФ (Medium Density Fibreboard), що також називається ДСП.
Це інженерне деревне волокно, приклеєне під нагріванням і тиском для створення будівельного матеріалу вищої міцності та стійкішого до деформації. IKEA використовує МДФ для корпусних і меблевих елементів  своїх виробів, таких як шафи для одягу й кухонні меблі. IKEA також використовує дерев'яні, пластикові й інші матеріали для меблів та інших виробів. В результатті створення зручної домашньої обстановки як для невеликих помешкань, так і для великих житлових будинків.
Не весь асортимент товарів є в наявності в магазині. Так, наприклад, диван конкретного кольору іноді необхідно буде доставляти зі складу додому.  Товар також може бути відправлений зі складу в магазин. Деякі магазини стягують додаткову плату за цю послугу.
Видатними предметами меблів IKEA є крісло «Poäng», книжкова шафа «Billy» та диван «Klippan», усі продані десятками мільйонів одиниць з кінця 1970-х років.

### Швидкозбірні будинки
ІКЕА також розширила базу продуктів, включивши до її списку розбірні будинки, прагнучи знизити ціни, яку покупцю доводиться платити при будівництві нового будинку.

### Сонячні фотоелектричні системи
Наприкінці вересня 2013 року компанія оголосила, що пакети сонячних батарей, так звані «житлові комплекти» для будинків будуть продаватися в 17 магазинах Великої Британії до середини 2014 року. Пілотний проєкт було реалізовано в магазині Lakeside IKEA, за яким одна фотогальванічна система продавалась практично кожен день. Сонячні батареї CIGS виробляються Solibro, німецькою філією китайської компанії Hanergy. До кінця 2014 року IKEA почала продавати сонячні батареї Solibro у Нідерландах і Швейцарії.
У листопаді 2015 року IKEA розірвала контракт з Hanergy, а в квітні 2016 року розпочав роботу з Solarcentury.
У квітні 2016 року IKEA оголосила, що разом з SolarCit роблять другу спробу продавати сонячні батареї у Великій Британії.

### Family Mobile
8 серпня 2008 року компанія IKEA UK запустила віртуальну мережу мобільного зв'язку IKEA Family Mobile, яка працювала на T-Mobile. При запуску вона була найдешевшою мережею pay-as-you-go у Великій Британії. У червні 2015 року мережа оголосила, що її послуги перестають працювати з 31 серпня 2015 року.

### Виробництво
Незважаючи на те, що продукти й меблі для меблів IKEA розроблені в Швеції, вони в основному виробляються в країнах, що розвиваються, щоб знизити витрати. Для більшості своїх продуктів остаточне складання здійснюється кінцевим користувачем — споживачем.
Swedwood, дочірнє підприємство IKEA, керує виробництвом всіх виробів з деревини. Найбільша фабрика Swedwood розташована на півдні Польщі. За інформацією дочірньої компанії, понад 16 000 співробітників на 50 сайтах у 10 країнах виробляють 100 млн одиниць меблів, які IKEA щорічно продає. Для виробництва використовують альтернативні ДСП із твердих порід деревини, а  єдиним постачальником компанії є завод Hultsfred, на півдні Швеції.

### Найменування товарів
Продукти ІКЕА ідентифікуються одним словом (рідше двома словами). Більшість назв мають скандинавське походження. Більшість найменувань товарів спираються на спеціальну систему найменування, розроблену IKEA:
- М'які меблі, журнальні столики, меблі з ротанга, книжкові полиці, дверні ручки: шведські назви (наприклад: Klippan)
- Ліжка, шафи, меблі для вітальні: норвезькі місцеві назви
- Кухонні столи й стільці: фінські місцеві назви
- Книжкові шафи: професії
- Товари для ванної кімнати: скандинавські озера, річки й затоки
- Кухня: граматичні терміни
- Стільці, столи: чоловічі імена
- Тканини, штори: жіночі імена
- Меблі для саду: шведські острови
- Килими: данські місцеві назви
- Освітлення: терміни з музики, хімії, метеорології, міри ваги, сезони, місяці, дні, морські терміни
- Постільна білизна, покривала, подушки: квіти, рослини, дорогоцінні камені
- Дитячі предмети: ссавці, птахи, прикметники
- Аксесуари для штор: математичні й геометричні терміни
- Кухонне начиння: іноземні слова, спеції, трави, риба, гриби, фрукти або ягоди, функціональні описи
- Ящики, настінні прикраси, картини та рамки, годинники: розмовні вирази, а також шведські назви

### Розумний дім
У 2017 році IKEA почала рухатись в сторону розумних будинків. Інтелектуальний комплект освітлення «Trådfri» був одним із перших ознак цих змін. Медіа-команда IKEA підтвердила, що розумний будинок стане великим викликом, вони також розпочали партнерство з Philips Hue. Інтеграція бездротового зарядного пристрою Qi в меблі є одним з результатів реалізації стратегії для розумного будинку.
У грудні 2017 року було оголошено про співпрацю, спрямовану на розбудову технології Sonos у виробництві меблів, що продаються компанією IKEA. Перші продукти, отримані внаслідок співпраці, з'явились у 2019 році.

### Каталог
IKEA публікує щорічний каталог, який вперше було опубліковано шведською мовою у 1951 році. На піку активності у 2016 році друкувалося 200 млн копій каталогу 32 мовами на понад 50 ринках. Вважається, що це основний маркетинговий інструмент роздрібного гіганта, який приносить 70 % річного маркетингового бюджету компанії.
Каталог поширюється як в магазинах, так і поштою. Більшість примірників виробляється компанією IKEA Communications AB у рідному місті IKEA в Ельмульті, Швеція, де IKEA управляє найбільшою фотостудією в Північній Європі площею 8000 квадратних метрів (86 000 кв. футів). Сам каталог надрукований на безхлоропінній папері.  Щорічно у всьому світі друкується приблизно 175 мільйонів екземплярів каталогу, що, для прикладу, перевищує більш ніж у 3 рази друк Біблії.
Каталог 2013 року сумісний зі смартфоном, містить відео- та фотогалереї, доступ до яких можна отримати через прикладну програму, скануючи сторінки каталогу. У каталозі 2014 року додано 3D макет, який перетворює елемент в фотографію в реальному часі користувача. Масштаб об'єктів IKEA вказується відповідно до середовища проживання користувача.
У 2020 році IKEA оголосила про припинення випуску паперового каталогу меблів, що його видавали останні 70 років, і його цифрової версії теж.

### Картка IKEA Family
Як і деякі інші роздрібні торговці, IKEA випустила карту лояльності IKEA Family. Картка безкоштовна й може бути використана для отримання знижок у спеціальному асортименті товарів, що знаходяться в кожному магазині IKEA. Вона доступна у всьому світі. На додаток IKEA публікує та продає друкований квартальний журнал під назвою IKEA Family Live, який доповнює картку й каталог. Журнал вже надрукований на тринадцятьма мовах, а англомовне видання для Сполученого Королівства було запущено у лютому 2007 року. Очікувалося, що підписок буде понад 500 000.
IKEA Family, як і інші програми лояльності, дозволяє членам отримувати більш низькі ціни на певні товари. ЇЇ відмінність від інших таких програм полягає в тому, що вона надає право на безкоштовний чай і каву (з понеділка по п'ятницю в більшості місць) в ресторані IKEA.
IKEA Place App для iOS 11
12 вересня 2017 року IKEA презентувала додаток доповненої реальності IKEA Place, що пов'язано випуском Apple нової технології ARkit та iOS 11. IKEA Place допомагає споживачам візуалізувати справжню продукцію IKEA у реальному середовищі.

## Корпоративна структура
ІКЕА належить і управляється складним рядом неприбуткових і некомерційних корпорацій. Корпоративна структура поділяється на дві основні частини: операційна та франчайзингова.
Інформація щодо власності компанії надзвичайно ускладнена і не є загальнодоступною. Inter IKEA Systems належить компанії Inter IKEA Holding, компанія, зареєстрована в Люксембурзі. Холдинг Inter IKEA, у свою чергу, належить Фонду «Interogo», що знаходиться в Ліхтенштейні. У 2016 році холдинг INGKA продавав дочірні підприємства в галузі дизайну, виробництва й логістики в холдинг Inter IKEA.
У червні 2013 року Інгвар Кампрад пішов у відставку з правління Inter IKEA Holding SA і його молодший син Матіас Кампрад замінив Пер Людвигссона голову холдингу. Після того, як Кампрад вирішив піти у відставку, 87-річний засновник пояснив: «Я бачу, що це прекрасний час для мене, щоб залишити раду групи Inter Interne IKEA, завдяки чому ми також робимо ще один крок у зміні генерації, що триває кілька років». Після реструктуризації компанії в 2016 році Inter IKEA Holding SA більше не існує. Матіас Кампрад став членом правління Групи Інтер ІКЕА і Фонду «Interogo». Матіас і два його старші брати, які також мають керівні ролі в IKEA, працюють над загальним баченням корпорації та довгостроковою стратегією.

## Власність
IKEA належить нідерландському фонду «Stichting Ingka Foundation» (головна компанія групи — нідерландська «Ingka Holding B. V.»).
Президент компанії — Петер Агнеф'ялл. У списку найбагатших людей світу, складеному журналом Forbes на початок 2015 року, засновник і співвласник IKEA Інгвар Кампрад займає четверте місце із статком у 3,5 млрд доларів займає 367 місце у світі й 11 у Швеції.

## Діяльність
Станом на 31 серпня 2014 року концерн IKEA володів загалом 315 магазинами у 27 країнах світу, в яких працювало 147 тис. працівників. Зокрема, лише у 2014 фінансовому році було відкрито 12 магазинів у 10 країнах, за рік всі магазини відвідало понад 760 мільйонів відвідувачів. У мережі ІКЕА продається орієнтовно 9 500 найменувань продукції.

## Україна
IKEA заявила про намір вийти на український ринок на початку 2005 року. Планувалося відкрити перший магазин в Києві восени 2006 року, у торговому центрі російського бренду Мега, що належить шведській мережі, проте цей процес затягнувся через проблеми з виділенням відповідних земельних ділянок.
На початку вересня 2007 гендиректор підрозділу IKEA в Росії і СНД Пер Кауфман повідомив, що компанія отримує першу земельну ділянку під Одесою. Були також чутки про будівництво під Києвом в Борисполі. 7 червня 2010 компанія оголосила про припинення пошуку земельних ділянок і будівництва першого магазину в Одеській області.
До 2014 київський закупівельний офіс займався постачальниками виробів, які знаходилися переважно в Україні та Польщі (вироби з гнутоклеєного шпону, цільної деревини, пластмаси й дивани). На даний момент офіс представлений лише директором.
Липень 2016: Наразі компанія знову розглядає можливість виходу на український ринок.
Травень 2017: Шведська торговельна мережа надала франшизу для України.
Лютий 2018: В ЗМІ з'явилось повідомлення, що магазин IKEA в Україні відкриють до кінця 2018 року.
Липень 2018: IKEA офіційно заявила про пошук персоналу для роботи в першому в Україні магазині.
Вересень 2018: Компанія повідомила, що перший магазин відкриється влітку 2019 року в ТРЦ Ocean Mall у Києві, у форматі city store..
Квітень 2019: В IKEA вирішили відкрити свій перший магазин у Blockbuster mall, який відкриється у листопаді 2019 року.
14 травня 2020 IKEA запустила онлайн-магазин в Україні.
1 лютого 2021 року відкрився перший магазин IKEA в Україні та перший в Києві у ТРЦ Blockbuster Mall по вул. Степана Бандери, 36.
Після початку повномасштабного російського вторгнення компанія тимчасово призупинила свою діяльність в Україні. І після двох з половиною років, центральний офіс IKEA повідомив, що прийняв рішення щодо повернення на український ринок.
IKEA повідомив, що відновить роботу магазину після бойових дій. Також, після бойових дій, IKEA планує відкрити 15 магазинів в Україні

## Критика

### Негативна реакція з боку ЗМІ
Іноді цілі IKEA щодо стійкості і екологічності продукції, на думку громадськості, суперечать дійсності. Зокрема, часто суспільство незадоволене величезними розмірами магазинів. Нижче написано список проблем які отримали негативну оцінку зі сторони засобів масової інформації, як щодо розмірів магазинів так і інших:
- У вересні 2004, коли ІКЕА запропонувала обмежене число безоплатних ваучерів в розмірі 150 $ при відкритті нового магазину в Джидді, Саудівська Аравія, внаслідок тисняви загинуло три людини[88].
- Щоб створити місця для парковок, IKEA зруйнувала частину архітектурних пам'яток, включаючи частину знаменної статуї «Pirelli Tire Buildingi» архітектора Марселя Брейера[89] і «Red Hook graving dock»[90] (у Коледж-Парку, Меріленд, США, в магазині є інтерактивний цифровий дисплей, який розповідає історію таверни, яка раніше існувала на місці сучасного магазину).
- У 2007 приблизно десять стародавніх пам'яток могил були зруйновані під час будівництва магазину IKEA у місті Нанкіні, яке знаходиться на Південному Сході Китаю. Археологи з Нанкінського Музею просили тимчасово призупинити роботу, в той час як вони б збирали експонати, проте не отримали відповіді[91].
- У 2004 році місцева влада відмовила IKEA в дозволі на планувальні роботи для майбутнього магазину у Великій Британії (що мав базуватися в Стокпорті під Манчестером). Компанія подала у суд проте програла судовий позов. Однак пізніше отримала дозвіл побудувати магазин в Манчестерському регіоні за кілька миль від спочатку запланованого місця в Ештон-андер-Лайне. Приблизно 10,000 £ було витрачено на впорядкування дороги до магазину, і ще більше на реконструкцію автостради M60 навколо Ештона[джерело?].
- У 2004 згідно з ірландським законодавством обмежувався максимальний розмір площі торгової точки до 6000 м² (65,000 кв. футів). План ІКЕА побудувати набагато більший магазин в Дубліні змусив переглянути закон.[92] Згодом закон було змінено і видалено обмеження щодо розміру площі  для роздрібних торгових точок, що продають товари  певних категорій. Міністр з питань навколишнього середовища зазнав критики за те, що він імовірно змінив закон, щоб задовольнити інтереси однієї компанії, що спричинило шкоду іншим компаніям, які виступали проти зміни закону як такого, що шкодить підприємствам малого бізнесу. У свою чергу уряд захистив своє рішення, заявивши, що прийнятті зміни були позитивними для ірландських споживачів. ІКЕА у Дубліні відкрилася 27 липня 2009 року.[93]
- Після побудови 30-метрового за висотою логотипа ІКЕА поблизу Портлендського міжнародного аеропорту. Мер міста Портленд, штату Орегон Ренді Леонард, встановив мораторій на будівництво подібних споруд у цій місцевості[джерело?].
- У червні 2007  Націонал-Соціал-демократична і Лейбористська партія поскаржились на зображення художника  ІКЕА у місті Белфаст, яке містило Державний прапор Сполученого Королівства і Ольстерський прапор[en]. Згодом IKEA заявила, що біля магазину буде розміщено лише шведський прапор[94].
- У поліцейському розслідуванні (2008) щодо корупції в Іспанії, було оприлюднено розмову між директором з розширення ІКЕА із приватним підприємцем і власником землі щодо визначення місцезнаходження нового магазину в Аліканте. Директор ІКЕА просив про зустріч із іспанської мафією[95].

### Цінова дискримінація
Компанію IKEA розкритикував телеканал «CityNews» в Канаді щодо вдвічі більших цін на одні й ті самі товари в канадських магазинах і магазинах, розташованних у США, незважаючи на паритет канадського долара з доларом США.
Протягом днів після запуску офіційного сайту у Південній Кореї почали з'являтися скарги груп споживачів які заявляли що у  політиці ціноутворення ІКЕА в країні: ціни певних продуктів були вищими, за ціни у інших країнах. 24 листопада 2014 року, Дженг Дак-чжин, глава бюро в області захисту прав споживачів, сказав ЗМІ, що бюро створило відповідну комісію яка була уповноважена порівнювати ціни на продукцію ІКЕА у інших країнах, і 19 березня 2015 року, бюро опублікувало звіт, у якому порівнються ціни 49 продуктів ІКЕА в Південній Кореї та інших країнах.

### Упереджений брендинг і рекламні звинувачення
Колишній норвезький прем'єр-міністр Х'єль Магне Бунневік критикував ІКЕА за те, що у своїх інструкціях, вони не зображають жінок, які збирають їхні меблі. Що на його думку дискримінувало жінок. ІКЕА спростувала цю претензію у своїй заяві.
У червні 2007 року в примітках THE BRUNKRISSLA було сказано: «Збільшуйте продовжуваність вашого сну, на відміну від моторошного гота, який може мати негативний вплив». Члени готської субкультури образилися на порівняльний стереотип[джерело?].
Дослідник з Копенгагенського університету зазначив, що протягом багатьох років IKEA називали свої дешеві ковдри іменами данських місць, тоді як дорогі й розкішні меблі були названі на честь шведських місць. Дослідник Клаус Кьйолер, який добре відомий за своїми гострими висловлюванями, звинувачував IKEA в культурному імперіалізмі.
У жовтні 2012 року IKEA зазнала критики за зображення фотографій жінок в каталогах, які використовувалися в Саудівській Аравії.
У жовтні 2017 року у Китаї  IKEA випустила рекламу, у якій зобразила, що мати свариться зі своєю дочкою за те, що вона не привела додому хлопця, рекламу розкритикували громадяни за сексизм і дискримінацію одиноких жінок у Китаї. Тоді IKEA вибачилася за «неправильне сприйняття».

### Помилковий E-mail
У 2008 році IKEA відправила електронний лист своїм британським клієнтам, який повідомляв, що «IKEA Shop Online працює повсюди», хоча працював він лише у Англії та Вельсі. Станом на квітень 2013 року жителі Шотландії також можуть здійснювати покупки в Інтернеті, а для жителів Північної Ірландії онлайн магазин так і не запрацював[джерело?].

### Фрикадельки із конини
У лютому 2013 року IKEA оголосила про те, що у 17 тисячах порцій шведських фрикадельок з яловичини та свинини з магазинів у Європі після тестування в Чехії було виявлено сліди конини. 25 лютого 2013 року компанія фактично зняла шведські фрикадельки з продажу, але зробила оголошення лише після того, як шведська газета Svenska Dagbladet опублікувала статтю про те, що сталося. У березні 2013 р.у прес-релізі представник IKEA заявив, що корпорація змусила Фамільяна Дафгара, головного постачальника м'яса, припинити ділову діяльність з вісьмома своїми постачальниками із 15 і скоротити кількість країн-покупців.

### Комоди-вбивці
Шість немовлят загинули від падіння комодів серії «Malm», які  були неналежним чином закріпленні до стіни, щоб запобігти перекиданню. ІКЕА в 2016 році виплатила 50 мільйонів доларів  компенсації сім'ям загиблих дітей і це питання було врегульовано. У червні 2016 року після того, як третій малюк загинув у США, ІКЕА відкликала усі комоди серії «Malm», а також кілька аналогічних моделей, які створювали небезпеку перекидання, якщо вони не були прикріплені до стіни з комплекту постачання. 12 липня 2016 року, зі зростаючим тиском на компанію в Китаї, ІКЕА оголосила, що здійснить відкликання цієї серії комодів і в цій країні, яка разом із Європою була спочатку виключена зі списку країн відкликання. Більше 29 мільйонів комодів було відкликано. ІКЕА на врегулювання судових рішень виплатила понад 50 мільйонів доларів США на компенсацію сім'ям дітей, які загинули від перекидання комодів.

### Трудові справи
У 2012 році у Франції незалежна газета «Le Canard enchaîné» і розслідувальний вебсайт Mediapart звинуватили IKEA у шпигунстві за своїми співробітниками та клієнтами, незаконно отримуючи доступ до телефоних розмов у поліції Франції. Керівник управління ризиками в IKEA побоювався, що його співробітники є антиглобалістами або потенційними екотерористами.
У жовтні 2012 року компанію Glendal Foods, головного постачальника ресторанів магазину IKEA Store в Австралії, звинуватили в залякуванні приблизно  50 % співробітників компанії і Національної спілки працівників. Претензії включали самовіддачу працівників, збереження заробітної плати й значну довгострокову схему зловживань персоналом. Скарги розглядає WorkSafe Victoria. IKEA Австралія ще не зробила офіційної заяви з цього приводу.

### Операція «Скандинавіка»
У 2014 році було знайдено документи в архівах Securitate в Бухаресті, в яких зазначалося, що відкриті покупки румунського пиломатеріалу IKEA протягом 1980-х років були частиною комплексної схеми (з назвою «Scandinavica») для фінансування Securitate і це дозволило накопичити значні суми іноземної валюти. За цією схемою румунська компанія зі заготівлі дерева «Tehnoforestexport» регулярно переплачувала IKEA, перерахувувала переплати на приватні банківські рахунки Securitate, щоб дочекатися нарахуваних відсотків, а потім відшкодувати IKEA основну суму. ІКЕА спростувала співучасть у Скандинавіці, але почала внутрішнє розслідування, щоб дізнатись більше.

### Використання примусової праці
Протягом 80-х років IKEA знизила свої витрати, за рахунок використання виробничих потужностей у Східній Німеччині. Частка робочої сили на цих заводах складалася з політичних в'язнів. Цей факт, був виявлений у доповіді компанії «Ернст енд Янг» за замовленням компанії, проводилося змішування злочинців і політичних дисидентів на державних підприємствах, виробництва IKEA, ця практика була загальновідомою в Західній Німеччині. IKEA була однією з багатьох компаній, включаючи західнонімецькі фірми, які користувалися такою практикою. Розслідування було наслідком спроб колишніх політв'язнів отримати компенсацію за завданні їм шкоди. У листопаді 2012 року IKEA визнала, що знає про, те, що в цей час було ймовірно використання примусової праці й заявила, що була нездатною здійснювати достатній контроль для виявлення та уникнення цього. Резюме звіту «Ернст енд Янг» було опубліковано 16 листопада 2012 року[джерело?].

### Шрифт Verdana
У 2009 році компанія IKEA змінила шрифт у своєму каталозі замість Futura Verdana, висловлюючи бажання об'єднати свій брендинг між друкованими та вебносіями. Спори були пов'язані з тим, що Вердана сприймається як шрифт із одноманітними символами в популярній типографії. Журнал Time і The Associated Press випустили статті про полеміку, включаючи коротке інтерв'ю з представником IKEA, який звертає увагу на думки типографів та дизайнерів. Видання з дизайну та реклами такі як «Business Week», приєдналися до складних онлайн-дискусій. Дизайнерська компанія «Brand New» була одною з тих, хто ознаменував цю подію як «Verdanagate». Австралійський щоденний інформаційний сайт «Crikey» також опублікував статтю на цю тему. «The Guardian» запустив статтю з проханням про те, що Ikea змінює свій шрифт на Verdana — викликаючи обурення серед типографів[джерело?].

### Засновник
ІКЕА була заснована колишнім нацистом, 17-річним Інгваром Кампрадом, членом Націонал-Соціалістичної робітничої партії (Швеція). Історію заснування компанії Компрад описав у своїй книзі Leading by Design: The IKEA Story (укр. Історія IKEA. Бренд, що закохав у себе світ), яка стала світовим бестселером. Кампрад заперечував, що був членом будь-яких нацистських організацій.

## Реклама
У 1994 році IKEA провела рекламну кампанію в Сполучених Штатах, яка, як вважається, була першою, у якій взяла участь гомосексуальна пара; Кілька тижнів рекламна кампанія відкладалася, після закликів про бойкот і загрозу нападів, спрямованих на магазини IKEA. Інші рекламні ролики ІКЕА також звертаються до ширщої спільноти ЛҐБТК.
2002 року вступний телевізійний ролик кампанії «Unböring», названий Лампи, отримував кілька премій, включаючи Grand Clio, Золоті медалі в London International Awards і Премії ANDY Awards, Гран-прі в  Cannes Lions International Advertising Festival, найбільш важливу нагороду серед рекланої спільноти.
ІКЕА розпочала у всій Великій Британії, рекламну кампанію під назвою  «Дім найважливіше місце в світі» («Home is the Most Important Place in the World») у вересні 2007, використовуючи таблички агентів з  продажу нерухомості  з гаслом «Не Для Продажу». Після того, кампанія з'явилася в Лондонській газеті Metro, діловий новинний вебсайт www.mad.co.uk зазначив, що у кампанії ІКЕА були схожі загальні риси з маркетинговою кампанією британської компанії по відновленню будинків Onis, яка розпочала рекламну кампанію  «Не Для Продажу» два роки  тому і була нагороджена the Interbuild 2006 Construction Marketing Award за кращу кампанію вартістю менш ніж 25,000 £.
Згодом розпочалися дебати між Фрейзером Паттерсоном, генеральним директором компанії  Onis і Ендрю Макгіннесса, співробітника  Beattie McGuinness Bungay (BMB), рекламного агентства і PR-агентства яким  призначила рахунок ІКЕА в розмірі £ 12 мільйонів. Сутність дебатів полягала у тому, що BMB стверджувала, що не знала про кампанію Onis, оскільки Onis не є рекламним агентством. Головним аргумент Onis було те, що їхня реклама була помітна всюди по Лондону. Компанії урегулювали конфлікт тим що, було зроблено спеціальний розділ на рекламній кампанії ІКЕА, що робила посилання до Onis терміном на 1 рік.
У 2008 ІКЕА спільно із виробниками відеоігри Сімс 2 випустили спеціальну версію гри, у якій можна було використовувати багато товарів марки IKEA. Цю гру було випущено 24 червня 2008 року в Північній Америці і 26 червня 2008 року в Європі. IKEA була другою компанією з якою співпрацювали розробники відеогри Sims. Першою була компанія H&M.
IKEA стала титульним спонсором щорічного параду до Дня подяки у Філадельфії у 2008 рокі, замінивши компанію Boscov's яка у серпні 2008 оголосила про банкрутство.
У листопаді 2008 року транспортний корабель було оздоблено в стиль компанії IKEA який був представлений у Новосибірську, Росія.
Картки Oyster (безквиткова система використання лондонського метро) була надана із кошельками, які проспонсорувала IKEA у 2008-09 роках. IKEA також виступила спонсором розробки карти метро.
У січні 2009, безпосередньо перед тим, як новий магазин відкрився в Саутгемптоні, паром компанії  MV Red Osprey of Red Funnel було перефарбовано повністю в жовто-синій колір, щоб відсвяткувати відкриття нового магазину ІКЕА в Саутгемптоні. Це перший раз, коли  MV Red Osprey of Red Funnel був перефарбований з його власної червоно-білої колірної схеми. Протягом 12 місяців залишався цей паром перефарбованим. Це було частиною угоди між компанією MV Red Ospreyі ІКЕА, щоб надавати послуги  доставки додому острову Уайт. Парам було перефарбовано у його оригінальний колір після завершення угоди.
У березні 2010 ІКЕА провела подію на чотирьох найбільш завантажених станціях метро в Парижі, в якій було показано колекції меблів компанії, давши потенційним клієнтам шанс перевірити продукти бренду. Стіни Метро також були оздоблені плакатами на надписами IKEA.
У Вересні 2010 року IKEA запустила рекламну кампанію у Великій Британії та Ірландії під назвою «Happy Inside», на якій було зображено сотню котів, які лежали на продукції компанії в магазині в Лондоні.
У квітні 2011 було запущено рекламну кампанію, метою якої було виявити у кого (чоловіків чи жінок) неприбраніші будинки. Створена кампанія розпочиналася з телевізійної реклами та оголошення перед аудиторією чотирьох коміків (двох чоловіків і двох жінок) які сперечаються між собою чий будинок неприбраніший. Ідея  кампанії полягає в тому, що безлад призводить до конфліктів між людьми і таким чином до нещасного дому. Цей конфлікт, який показала ІКЕА, можна уникнути за умови кращого зберігання речей. Глядачів спрямовували до нової сторінки Facebook бренду, де вони в змозі голосувати за того, кому вони вірять, у кого будинок брудніший, використовуючи відео і фотографії через додаток, що створено спеціально для кампанії. Тим часом коли люди голосували їм приходило рекламне сповіщення того, як можна вирішити цю проблему за допомогою меблів компанії IKEA.
У 2016 році, спільно з рекламним агентством Стокгольма Åkestam Holst, IKEA випустила відеокампанію «Where Life Happens». Серія зосереджена на питаннях табу — розлучення та усиновлення, і знімалася в нетрадиційному співвідношенні сторін 4: 3. Кампанія отримала нагороду «Епіка» в Амстердамі.

## Цікаві факти
- У саундтреці до фільму «Бійцівський клуб» є композиція під назвою англ. Ikea Man (буквально «Людина Ікеї»). А в самому фільмі головний герой розповідає про те, що у нього була манія обставляти свою квартиру меблями і речами, купленими в IKEA.
- У березні 2007 року відбувся конфлікт між общиною циган міста Єкатеринбургу і торговим центром IKEA через те, що на плакаті про правила користування парковкою і під'їзними шляхами було вказано наступне: «Негайно випроваджуються з території торгового центру службою безпеки особи на скейтборді, роликових ковзанах, велосипедах, а також цигани, особи без певного місця проживання, жебраки, розповсюджувачі листівок, хулігани, різні неформальні компанії». Керівництво IKEA зняло плакат і принесло свої вибачення. Сторони прийшли до примирення без звернення до суду.[127]
- У 2011 році 51 % спожитої магазинами ІКЕА електроенергії було отримано із відновлюваних джерел енергії.

## Галерея

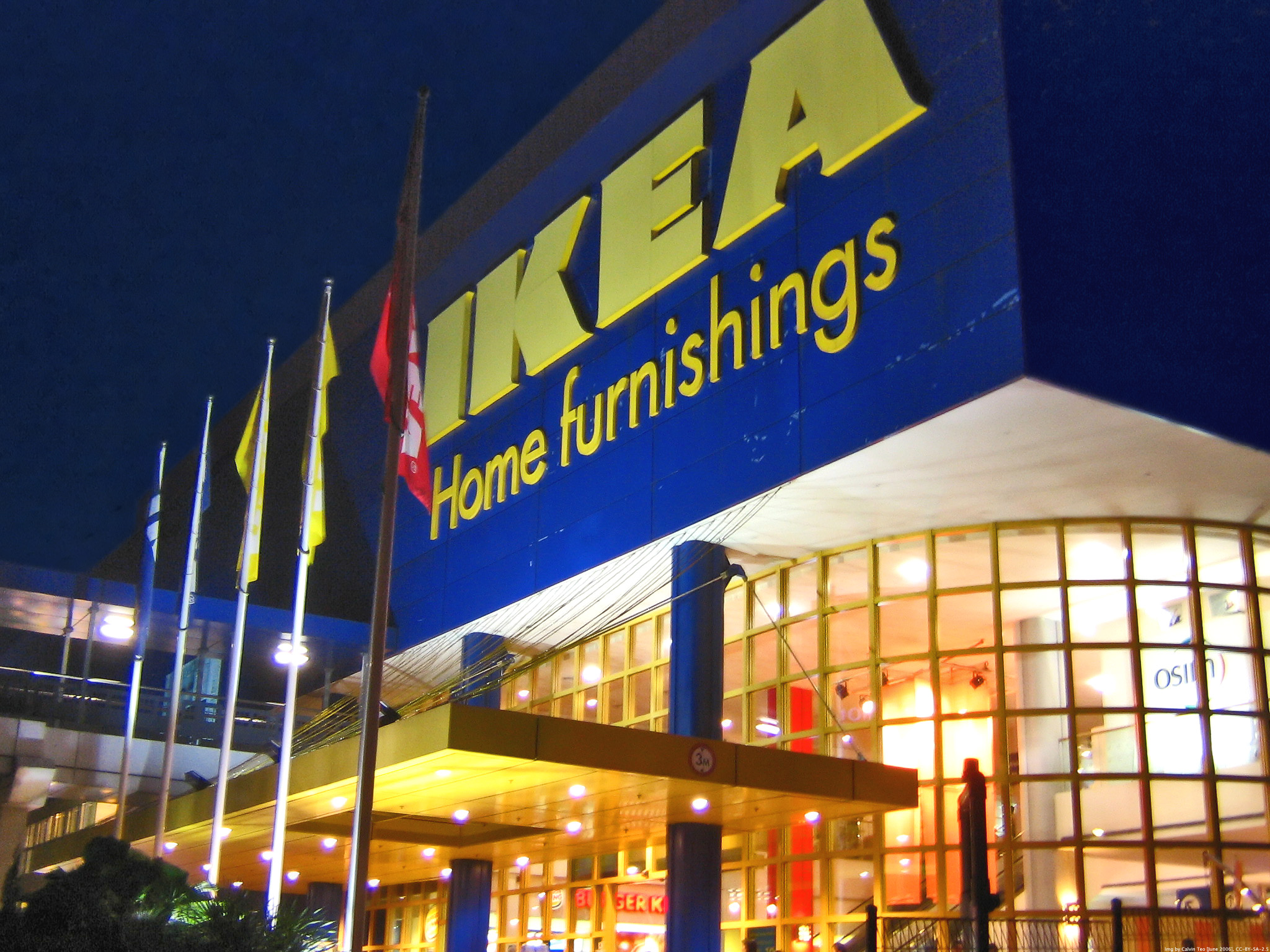
Крамниця ІКЕА в Сінгапурі
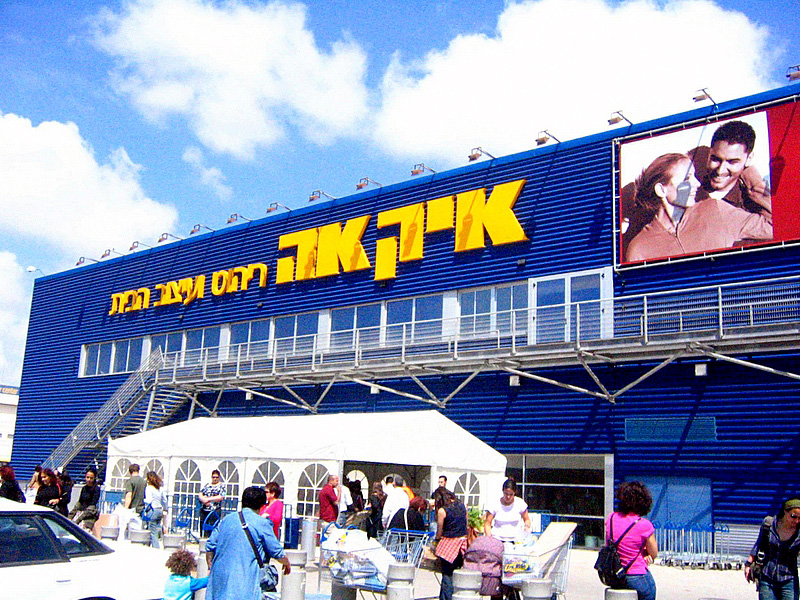
IKEA біля Нетанья, Ізраїль
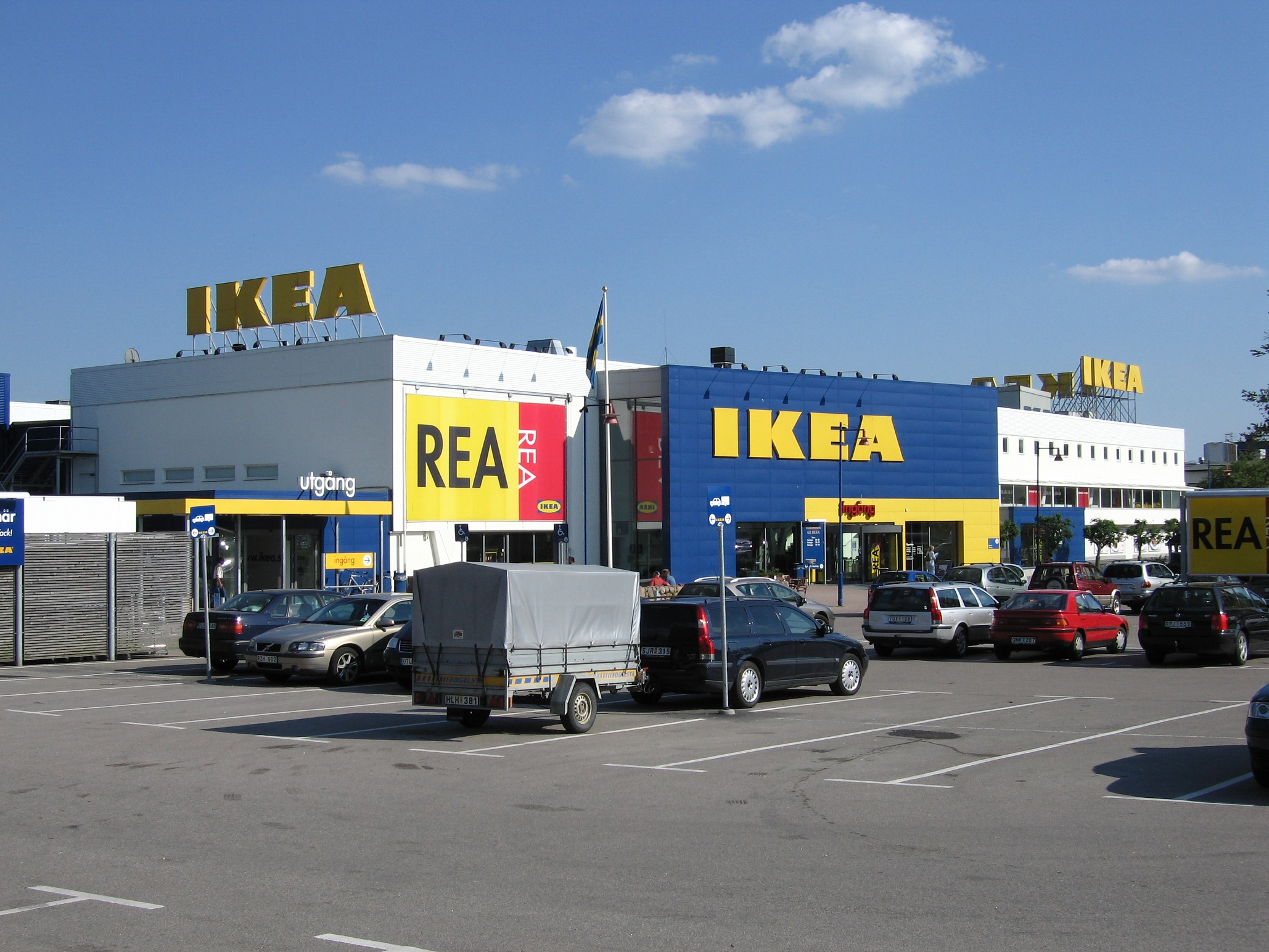
Перший магазин IKEA, розташований біля Älmhult у Швеції, недалеко від місця заснування компанії
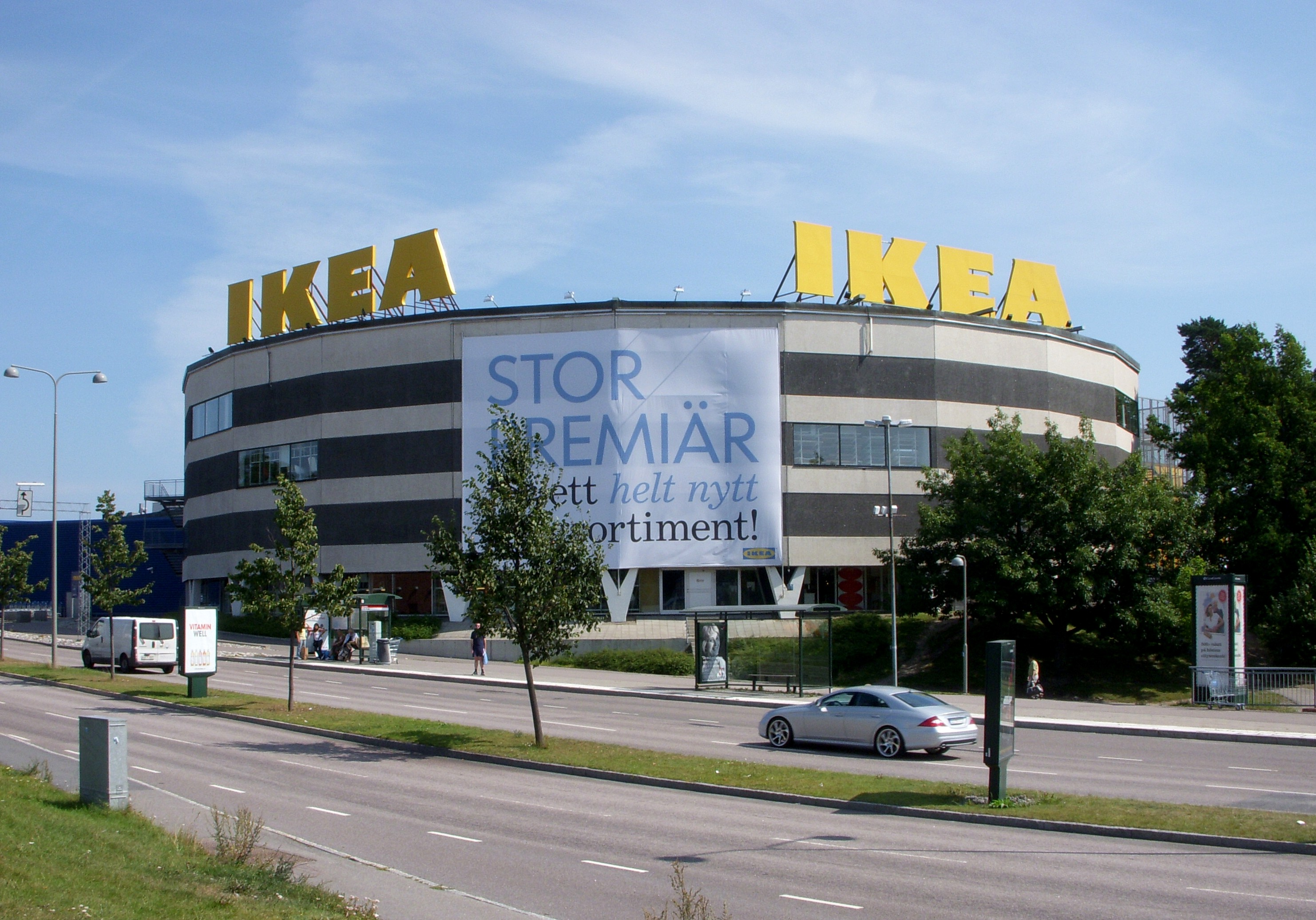
Другий за величиною магазин IKEA, розташований у Кунгенс Курва у Гуддінге, Швеція. Вікритий у 1965
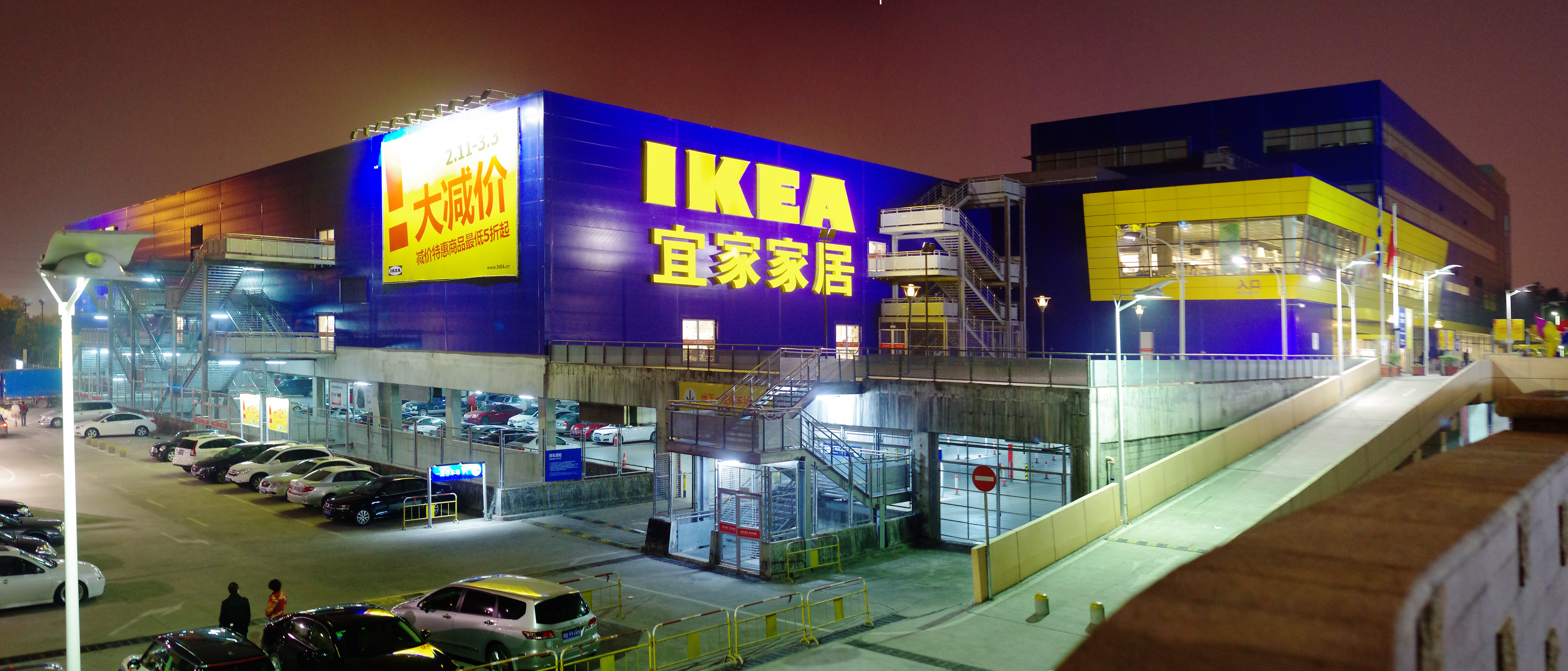
Магазин IKEA в Шеньчжені, КНР
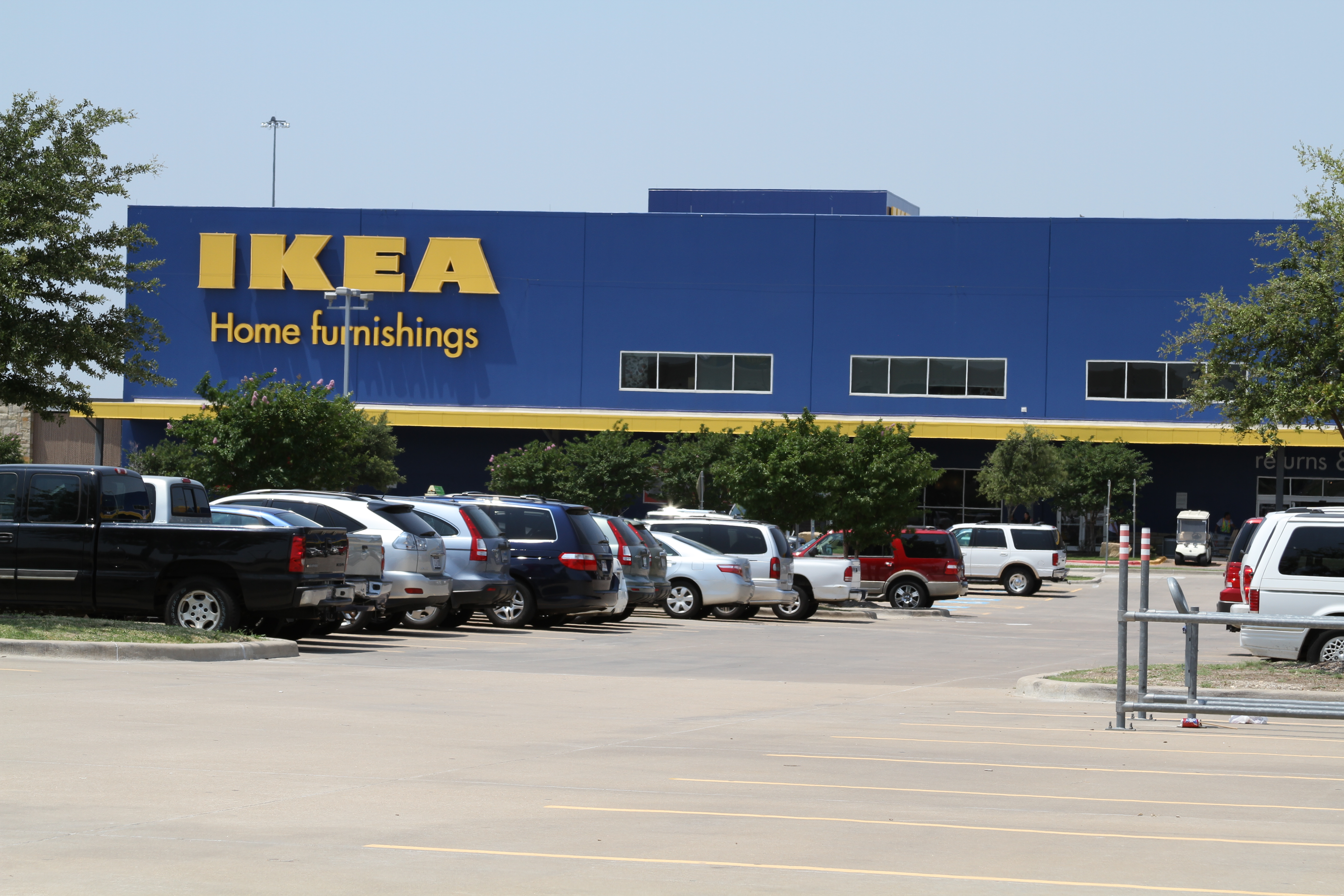
Магазин IKEA у Фриско, Техас,  США
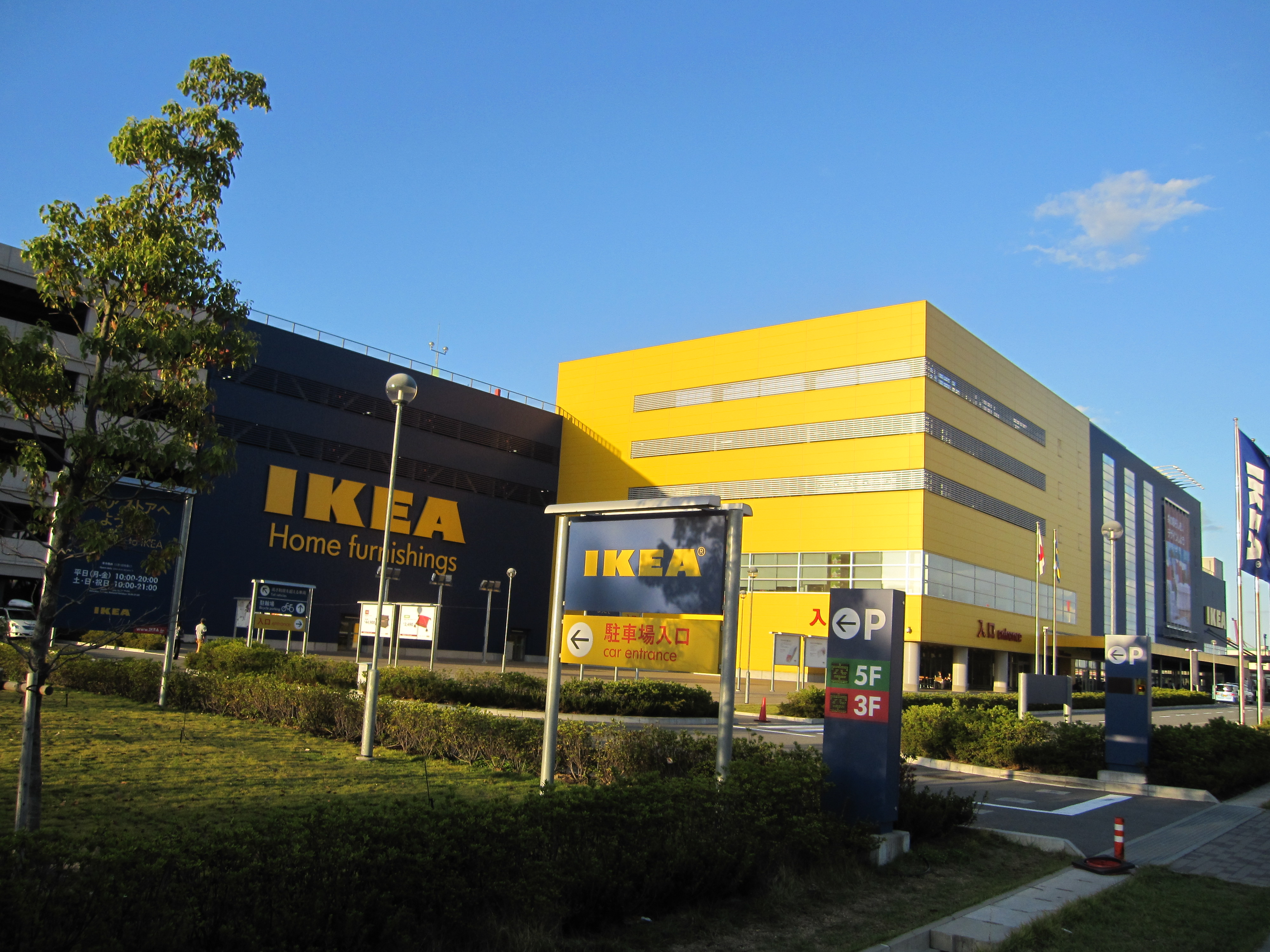
Магазин IKEA в Порт Айленд у Кобе, Японія, один з небагатьох магазинів компанії із прямим доступом громадського транспорту
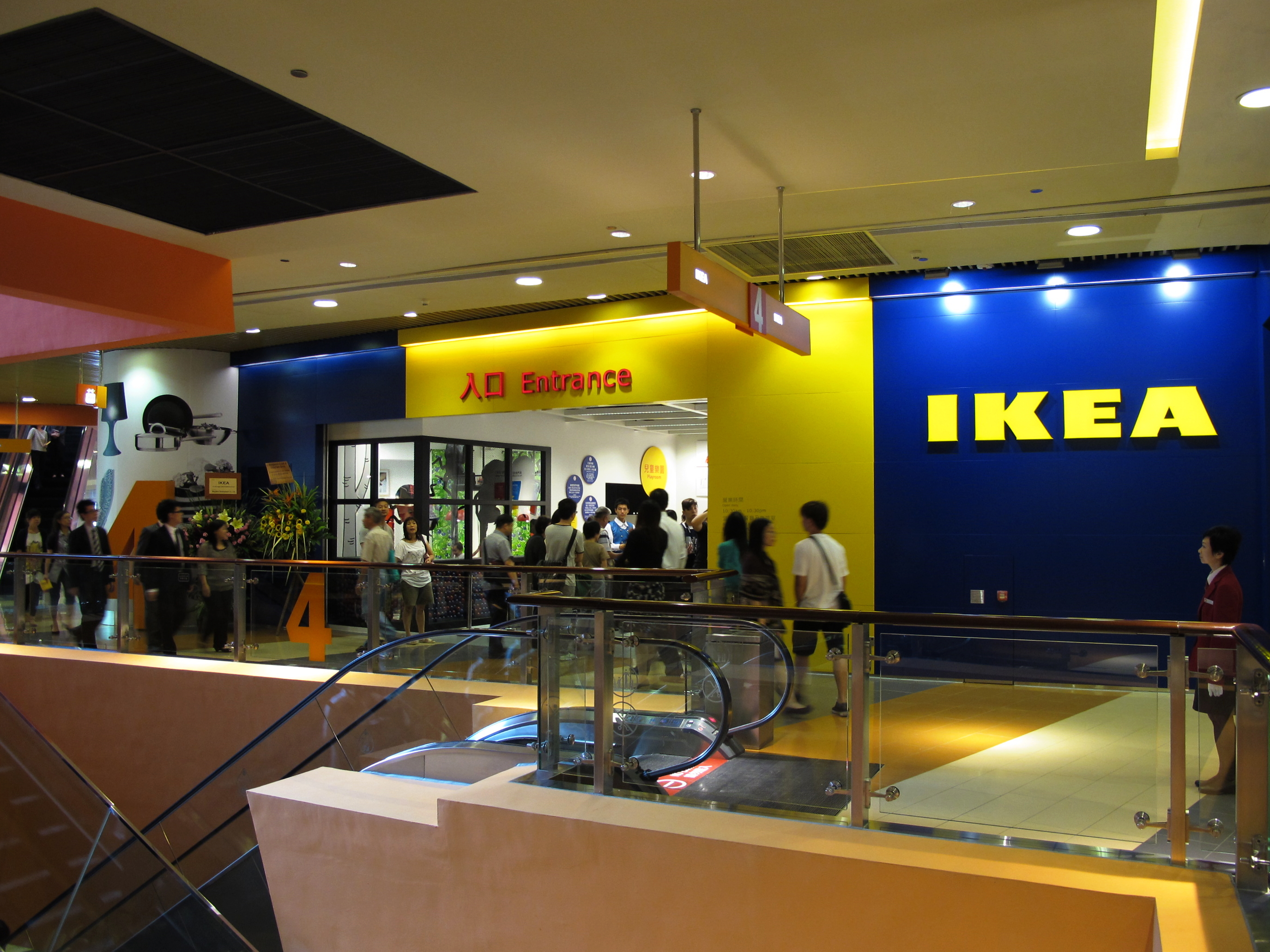
Вхідж до магазину IKEA на 4-у поверсі торгового центру MegaBox у Коулун Бей, Гонг Конг
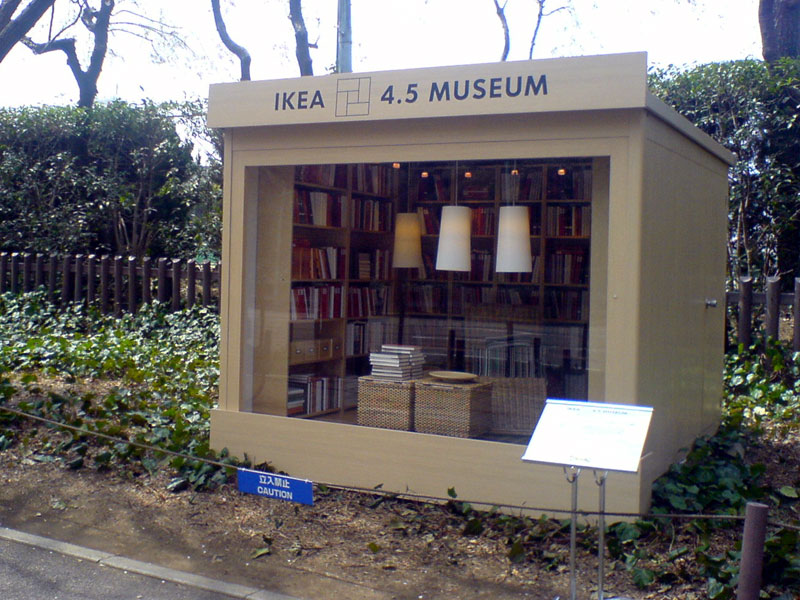
Музей IKEA 4.5 Museum, розташований на зовнішній межі території святилища Мейдзі в Токіо, Японія
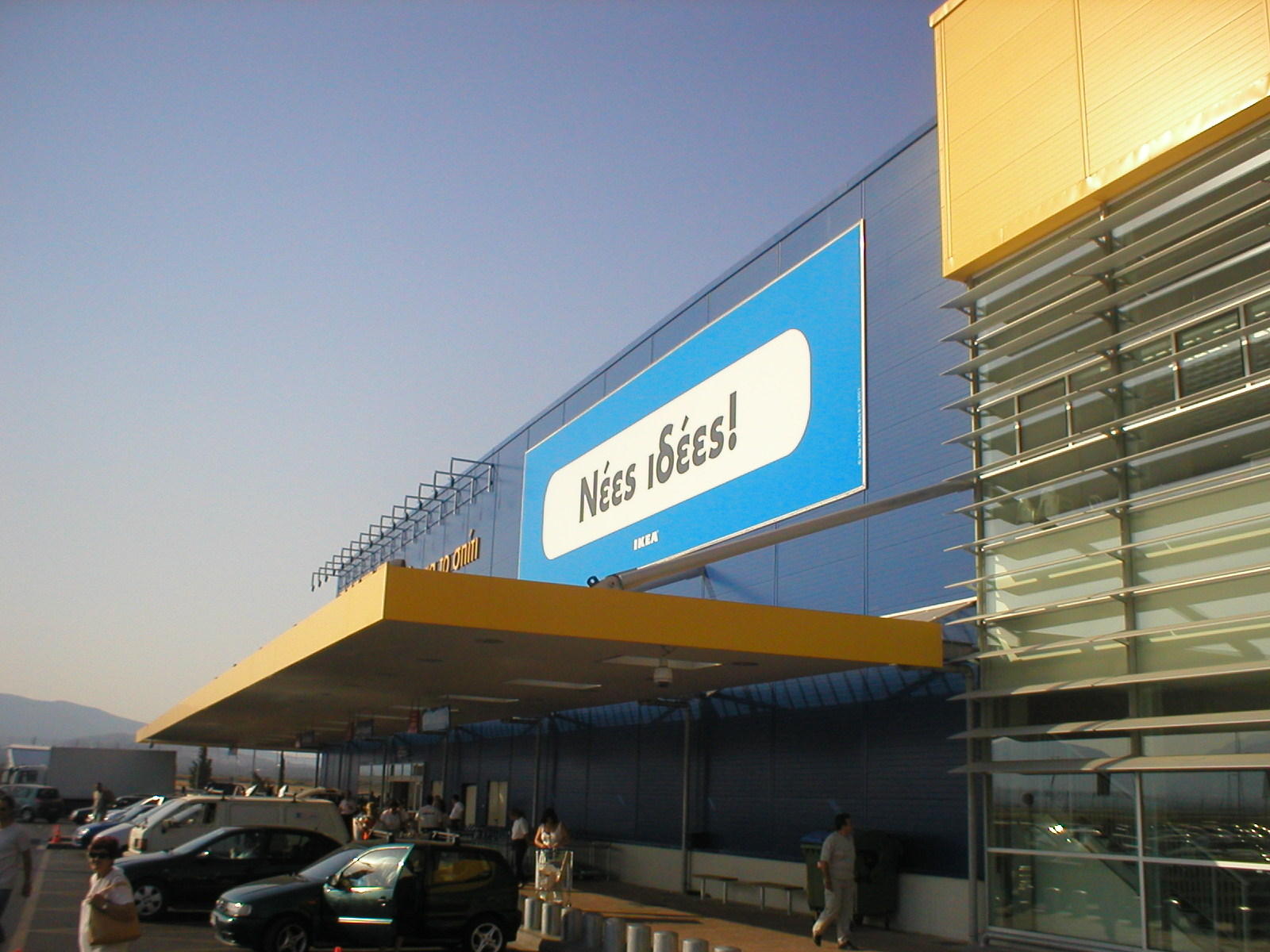
Напис: «Нові ідеї». IKEA у Афінах, Греція
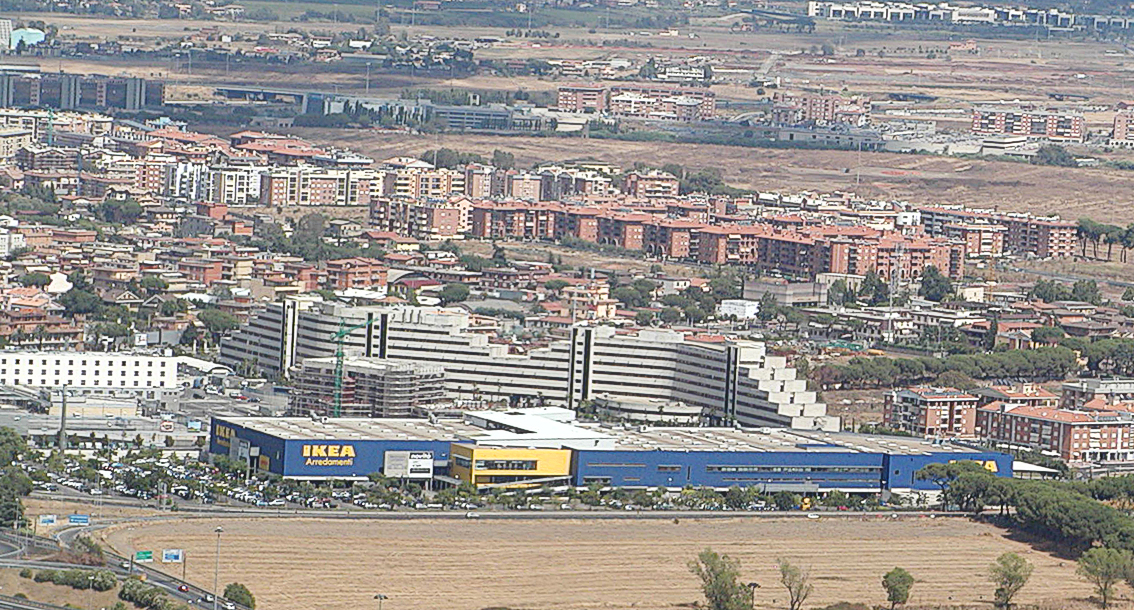
IKEA Anagnina у Римі, Італія

## Статті
- IKEA: складність простоти [Архівовано 11 жовтня 2010 у Wayback Machine.] 06.10.2010 Українська Правда
- Шведська ІКЕА передумала відкривати меблеві гіпермаркети в Україні [Архівовано 4 березня 2016 у Wayback Machine.] 06.05.2010 Економічна правда
- IKEA незабаром розпочне будівництво гіпермаркету в Одеській області — посол Швеції [Архівовано 6 липня 2015 у Wayback Machine.] 23.04.2010 Кореспондент
- ІКЕА втікає з України? [Архівовано 21 грудня 2010 у Wayback Machine.] 22.04.2010 Дерево.info
- Форбс Украина. Чужакам здесь не место [Архівовано 10 червня 2015 у Wayback Machine.]